# Pseudorhododiscus
Pseudorhododiscus, rod crvenih algi u porodici Rhodophysemataceae, dio reda Palmariales. Jedina vrsta je morska alga P. nipponicus. endem japanskog otoka Hokkaido.

## Vanjske poveznice
- Masuda, M. (1976). On a new red algal genus Pseudorhododiscus

|  | Zajednički poslužitelj ima još gradiva o temi Pseudorhododiscus |
|  | Wikivrste imaju podatke o taksonu Pseudorhododiscus             |